# Западный Импхал
Западный Импхал (англ. Imphal West) — самый большой по населению округ в индийском штате Манипур. Административный центр — город Лампхелпат. Площадь округа — 558 км². По данным всеиндийской переписи 2001 года население округа составляло 444 382 человека. Уровень грамотности взрослого населения составлял 80,22 %, что значительно выше среднеиндийского уровня (59,5 %).